# Coppa del Mondo di scacchi
La Coppa del Mondo di scacchi è un torneo scacchistico a eliminazione diretta, organizzato dalla FIDE, che fa parte del ciclo di qualificazione per il campionato del mondo di scacchi. La forma e l'importanza della competizione sono cambiate nel corso degli anni. 
Il grande maestro indiano Viswanathan Anand e il grande maestro armeno Lewon Aronyan sono nell'agosto del 2021 gli unici due ad aver vinto il trofeo per più di una volta.

## Storia
Nel 2000 e nel 2002 la FIDE organizzò la "First Chess World Cup" e la "Second Chess World Cup". Questi erano tornei di alto livello, ma non erano collegati direttamente al mondiale. Entrambi gli eventi, il primo disputato a Shenyang dall'1 al 13 settembre 2000 e il secondo disputato a Hyderabad dal 9 al 20 ottobre 2002, vennero vinti da Anand.
Dal 2005, un altro evento con lo stesso nome è divenuto parte delle qualificazioni al Campionato del Mondo. Tale evento si tiene ogni due anni, ed è un torneo con 128 partecipanti. Selezionati in maniere diverse (punteggio Elo, tornei continentali, campioni del mondo juniores, scelti dal Presidente FIDE, nominati dall'organizzatore locale) i partecipanti si affrontano in match ad eliminazione diretta, nello stile dei campionati del mondo tra il 1998 e il 2004. A seconda del regolamento delle diverse edizioni, alcuni dei primi qualificati ottengono il diritto di partecipare al successivo Torneo dei candidati.

## Albo d'oro
| Edizione | Luogo           | Vincitore          | Qualificati                                                                             |
| -------- | --------------- | ------------------ | --------------------------------------------------------------------------------------- |
| 2000     | Shenyang        | Viswanathan Anand  | Non facente parte del ciclo mondiale                                                    |
| 2002     | Hyderabad       | Viswanathan Anand  | Non facente parte del ciclo mondiale                                                    |
| 2005     | Chanty-Mansijsk | Lewon Aronyan      | 10 giocatori al torneo dei candidati al mondiale 2007                                   |
| 2007     | Chanty-Mansijsk | Gata Kamskij       | Kamskij allo spareggio con Topalov per sfidare Anand nel mondiale 2010                  |
| 2009     | Chanty-Mansijsk | Boris Gelfand      | Gelfand al torneo dei candidati al mondiale 2012                                        |
| 2011     | Chanty-Mansijsk | Pëtr Svidler       | Svidler, Griščuk e Ivančuk al torneo dei candidati al mondiale 2013                     |
| 2013     | Tromsø          | Vladimir Kramnik   | Kramnik e Andrejkin al torneo dei candidati al mondiale 2014                            |
| 2015     | Baku            | Sergej Karjakin    | Sergej Karjakin e Pëtr Svidler al torneo dei candidati per il mondiale 2016             |
| 2017     | Tbilisi         | Lewon Aronyan      | Lewon Aronyan e Ding Liren al torneo dei candidati per il mondiale 2018                 |
| 2019     | Chanty-Mansijsk | Teimur Radjabov    | Teimur Radjabov e Ding Liren al torneo dei candidati 2020                               |
| 2021     | Soči            | Jan-Krzysztof Duda | Jan-Krzysztof Duda e Sergej Karjakin al torneo dei candidati 2022                       |
| 2023     | Baku            | Magnus Carlsen     | Rameshbabu Praggnanandhaa, Fabiano Caruana e Nicat Abbasov al torneo dei candidati 2024 |